# Cheng Ming
Cheng Ming (Jilin, 11 de fevereiro de 1986) é uma arqueira chinesa.

## Olimpíadas
Competiu nos Jogos Olímpicos de Verão de 2012 e obteve uma medalha de prata por equipes, chegando ao nono lugar no individual .